# Matt Hennessy
Matthew Connor Hennessy (* 17. November 1997 in Nyack, New York) ist ein US-amerikanischer American-Football-Spieler auf der Position des Centers. Er steht aktuell bei den San Francisco 49ers in der National Football League (NFL) unter Vertrag. Zuvor spielte Hennessy bei den Atlanta Falcons und kurzzeitig bei den Philadelphia Eagles.

## Frühe Jahre
Hennessy ging in Bardonia, New York, auf die Highschool. Zwischen 2016 und 2019 besuchte er die Temple University, wo er für das Collegefootballteam zunächst als Guard und später als Center agierte. 2019 wurde er in das First-Team All-ACC gewählt.

## NFL
Hennessy wurde im NFL-Draft 2020 in der dritten Runde an 78. Stelle von den Atlanta Falcons ausgewählt. In seinem ersten NFL-Jahr war er Backup für den Falcons-Center Alex Mack. Nachdem dieser zur Saison 2021 zu den San Francisco 49ers wechselte, wurde Hennessy zum startenden Center der Falcons ernannt. Er absolvierte alle 17 Spiele als Starter in dieser Saison. Ein Jahr später wurde er durch Drew Dalman ersetzt und fungierte zunächst als Backup. Am neunten Spieltag startete er auf der Position des linken Guard, jedoch verletzte er sich am Knie und wurde am 8. November 2022 auf die Injured Reserve List gesetzt. Am 31. Dezember wurde er von dieser wieder aktiviert.
Im März 2024 unterschrieb Hennessy einen Einjahresvertrag bei den Philadelphia Eagles, wurde jedoch im Zuge der Rosterverkleinerung auf 53 Spieler am 28. August 2024 entlassen. Am 24. September 2024 verpflichteten die Atlanta Falcons Hennessy erneut für ihren Practice Squad. Nachdem er in vier Spielen Einsatzzeit sah und zwischen Practice Squad und aktivem Kader hin und her wechselte, nahmen die San Francisco 49ers Hennessy am 26. Dezember 2024 für zwei Jahre unter Vertrag. In der Restsaison bestritt der Center zwei Spiele für die 49ers.

## Persönliches
Matt Hennessys älterer Bruder, Thomas Hennessy, spielt aktuell als Long Snapper für die New York Jets in der NFL.